# 帕圖哈火山
帕圖哈火山是印度尼西亞的雙火山，位於爪哇島萬隆西南，行政方面由西爪哇省負責管轄，海拔高度2,434米，頂峰有兩個相距600米的火山口，東南方的火山口蓄水成為火山湖。